# Mahsati Ganjavi
Mahsati Ganjavi (en persan مهستی گنجوی) est une poétesse de langue persane née en 1113 à Gandja (aujourd'hui en Azerbaïdjan) et morte en 1206.

## Le surnom
Le surnom Mahsati (مهستی) résulte des mots Maa (lune) et Sati (dame). Elle est citée dans les œuvres de Saadi, Nizami, Attar, Rûmî et Sanaï.

## Biographie
On connaît peu de choses sur sa vie, hormis qu'elle est née à Gəncə et qu'elle a été très estimée par le sultan Ahmad Sanjar. Elle a été admise comme poétesse officielle à la cour du sultan. Elle était également une musicienne, jouant de la harpe, du luth, et du târ. On dit qu'elle a refusé son amour à ce sultan Sanjar :
Tu ne peux pas me forcer parce que tu es le roi

Tu ne peux pas me garder par la force de la loi

Tu ne peux pas enchaîner une femme chez toi

Une femme dont les tresses sont une chaîne de soie
— Mahsati Ganjavi 
Son mode de vie prétendument libre, ses prétendues amours sont racontées dans les œuvres de Jauhari de Boukhara.
Ses seules œuvres qui nous sont parvenues sont des quatrains philosophiques et amoureux (rubaiyat), glorifiant la joie de vivre et la plénitude de l'amour. La collection la plus complète de ses quatrains est fondée dans le Nozhat al-Majales. Environ 60 quatrains d'elle se trouvent dans le Nozhat al-Majales. Un monument à elle a été placé à Gandja en 1980.
Elle a été contemporaine des poètes Omar Khayyam et Nizami. À l'instar d'Omar Khayyam, sans qu'on sache lequel des deux a eu une influence sur l'autre, les poésies qui ont été transmises à travers les siècles sont des quatrains, des rubaiyat, qui s'inscrivent dans un hédonisme amoureux et questionnent le sens de l'existence. C'est une des meilleures représentantes de la tradition littéraire persane consacré à l'amour sensuel. Elle fustige également les dogmatismes religieux. Après la mort du sultan, elle est pourchassée pour sa condamnation de l'obscurantisme, et du fanatisme.
En 1980, un monument est érigé en son honneur à Gandja.

## Hommages
En mémoire de Mahsati Ganjavi en 1982, un monument a été érigé à Gandja (sculpteur M. Rzayeva, architecte L. Rustamov). Dans le bâtiment du caravansérail, qui fait partie de l'ensemble Cheikh Bahauddin, son musée fonctionne.
Le 17 mai 2013, le 900e anniversaire du poète Mahsati Ganjavi a été célébré au siège de l'UNESCO à Paris. L'événement était organisé par la Délégation permanente de l'Azerbaïdjan auprès de l'UNESCO. Dans le cadre de la soirée, un concert de musique et de chants traditionnels azerbaïdjanais a été organisé, des poèmes ont été lus et une exposition d'œuvres de la poétesse et de publications biographiques à son sujet a été organisée.
Le 18 mai 2013, dans le cadre de la Journée internationale des musées, une exposition consacrée à Mahsati Ganjavi et programmée pour coïncider avec le 900e anniversaire de la poétesse s'est tenue dans le foyer du Musée d'histoire de l'Azerbaïdjan. Ici, sur fond de tapis de Gandja, un portrait de Mahsati Ganjavi, des céramiques et une lampe du XIIIe siècle de Gandja et des échecs anciens ont été démontrés.
Une statue en marbre de la poétesse azerbaïdjanaise due au sculpteur Ali Salabh a été inaugurée en 2016 dans le jardin public de Cognac.
Le 7 février 2025, un cratère mercurien est nommé Mahsati en son honneur.